# بين الأمل والتاريخ
بين الأمل والتاريخ: مواجهة تحديات أمريكا في القرن الحادي والعشرين، هو كتاب صدر في شهر سبتمبر من عام 1996 للرئيس الأمريكي الأسبق بيل كلينتون، لدار نشر راندوم هاوس في الفترة التي سبقت الانتخابات الرئيسية عام 1996 كوسيلة للدعاية وكسب أصوات الناخبين.

وصفت صحيفة نيويورك تايمز الكتاب بالتالي: 
«يمثل الكتاب نبذة عن فلسفة الرئيس بيل كلينتون في الديموقراطية الجديدة التي إنتهجها أملا في الحصول على فترة رئاسية ثانية.»

## الكتاب
الكتاب ما هو إلا تعبير عن فلسفة بيل كلينتون السياسية والبرامج الخاصة به مع دخول أمريكا القرن الحادي والعشرين. يوضح الكتاب المبادئ والقيم الأساسية التي سار عليها خلال فترة إدارته من عام 1993. وصف كلينتون الكتاب قائلا: 
"هي المحادثات التي أجريها مع الشعب الأمريكي حول مصيرنا كأمة".
يرى بيل كلينتون في الكتاب أن أمريكا على وشك الدخول في "عصر التمكين"، موضحا أن "عهد الحكومة الكبيرة قد انتهى". خصص كلينون فصل يوضح فيه الأدوار التي تقع على عاتق الأفراد، الأسر، الشركات والحكومة لجعل أمريكا مستعده للقرن الجديد.

## وصلات خارجية
- بيل كلينتون يتحدث عن كتابه بين الأمل والتاريخ عام 2013
- تراث بيل كلينتون